# Liste von Rinderbrunnen
In dieser Liste sind Rinderbrunnen aufgeführt, also Brunnen im öffentlichen Raum, die Rinder – also Kühe, Stiere und Ochsen – zum Thema haben.

## Deutschland

### Kuhbrunnen
| Bezeichnung                   | Bild           | Standort                                                        | Künstler                         | Errichtung Einweihung | Weitere Informationen                                                                                           |
| ----------------------------- | -------------- | --------------------------------------------------------------- | -------------------------------- | --------------------- | --- |
| Kuhbrunnen (Aachen-Eilendorf) | weitere Bilder | Aachen-Eilendorf, Severinusplatz (Lage)                         | Wolfgang Binding                 | 1988                  | Ein Junge schiebt eine Kuh                                                                                      |
| Wurstmarktbrunnen             | weitere Bilder | Bad Dürkheim, Bahnhof (Lage)                                    | Walter Graser                    | 1988                  | |
| Kuhbrunnen                    | weitere Bilder | Bietigheim-Bissingen (Lage)                                     | Jürgen Goertz                    | 1987                  | siehe auch Skulptour Bietigheim-Bissingen                                                                       |
| Kuhbrunnen                    | weitere Bilder | Dresden-Zöllmen (Lage)                                          | Eberhard Wolf                    |                       | siehe auch Liste der Brunnen und Wasserspiele in Dresden und Liste von Skulpturen und Kleindenkmalen in Dresden |
| Dorfbrunnen                   |                | Friedrichshafen, im Ortsteil Berg der Ortschaft Ailingen (Lage) | Leo Wirth                        |                       | |
| Hirtenbrunnen (Göttingen)     |                | Göttingen (Lage)                                                | Wilhelm Rathkamp, Carl Gundelach | 1914                  | |
| Kuhbrunnen                    |                | Happurg (Lage)                                                  |                                  |                       | |
| Rindermarktbrunnen            | weitere Bilder | München (Lage)                                                  | Josef Henselmann                 | 1964                  | |
| Kuhbrunnen                    |                | Nordrach (Lage)                                                 |                                  |                       | siehe auch Nordrach#Kuh-Brunnen                                                                                 |
| Hirtenbrunnen Siegen          | weitere Bilder | Siegen, Alte Poststraße 24 (Lage)                               | Wolfgang Kreutter                | 1986                  | Skulpturengruppe; siehe Diskussion:Liste von Kuhbrunnen#Hirtenbrunnen Siegen                                    |
| Kuhbrunnen                    | weitere Bilder | Wunstorf, Lange Straße (Lage)                                   | Hans Gerd Ruwe                   |                       | |

### Stier- und Ochsenbrunnen
| Bezeichnung                                             | Bild           | Standort                                                          | Künstler          | Errichtung Einweihung                   | Weitere Informationen                                                                                           |
| ------------------------------------------------------- | -------------- | ----------------------------------------------------------------- | ----------------- | --------------------------------------- | --- |
| Stierbrunnen (Berlin) (auch: Brunnen der Fruchtbarkeit) | weitere Bilder | Berlin-Prenzlauer Berg, Arnswalder Platz (Lage)                   | Hugo Lederer      | 1932                                    | Das Ensemble aus rotem Rochlitzer Porphyrtuff wird auch Ochsenbrunnen oder Fruchtbarkeitsbrunnen genannt.       |
| Ochs- und Esel-Brunnen                                  | weitere Bilder | Dannstadt-Schauernheim, Ortsteil Dannstadt (Lage)                 | Gernot Rumpf      | 1998                                    | |
| Stierbrunnen (Dresden)                                  | weitere Bilder | Dresden, Städtischer Vieh- und Schlachthof (Lage)                 | Georg Wrba        |                                         | |
| Rathausbrunnen                                          |                | Enkenbach-Alsenborn, Ortsteil Enkenbach (Lage)                    | Walter Bauer      | 1987                                    | |
| Ochsentränke in Hohenwestedt                            | weitere Bilder | Hohenwestedt (Lage)                                               | Siegfried Assmann |                                         | |
| Stierbrunnen (Mayen)                                    |                | Mayen, Obertor (Lage)                                             | Carl Burger       | 1983 (Aufstellung am jetzigen Standort) | siehe |
| Ochsenbrunnen in München                                | weitere Bilder | München, Ecke Zenettistraße/Thalkirchner Straße (Lage)            | Hans Wimmer       |                                         | Ochsenbrunnen                                                                                                   |
| Stierbrunnen (Pirmasens)                                | weitere Bilder | Pirmasens, Fröhnstraße 8 (Lage)                                   |                   |                                         | siehe |
| Ochsenbrunnen in Rhens                                  |                | Rhens (Landkreis Mayen-Koblenz), Marktplatz, Hochstraße 15 (Lage) |                   | 2003                                    | Ochsenbrunnen; siehe Ochsenbrunnen in Rhens auf rheinburgenweg.com                                              |
| Stierbrunnen (Schwerin) („Herrn Pastor sien Kauh“)      | weitere Bilder | Schwerin, Schlachtermarkt (Lage)                                  | Stephan Horota    |                                         | ein Brunnen mit bronzener Stier-Skulptur; siehe Liste der Denkmäler, Brunnen und Skulpturen in Schwerin#Brunnen |
| Stierbrunnen (Stierstadt)                               | weitere Bilder | Stierstadt (Stadtteil der Stadt Oberursel (Taunus)) (Lage)        |                   |                                         | |

## Weitere
| Bezeichnung                       | Bild | Standort                                   | Künstler | Errichtung Einweihung | Weitere Informationen                                                |
| --------------------------------- | ---- | ------------------------------------------ | -------- | --------------------- | -------------------------------------------------------------------- |
| Kuhbrunnen / Fontaine de la vache |      | Villotte-devant-Louppy (Frankreich) (Lage) |          |                       | siehe auch Liste der Monuments historiques in Villotte-devant-Louppy |